# Józef Kozłowski (1910–1949)
Józef Kozłowski pseud. Las, Vis, J. Kawecki (ur. 19 marca 1910 w Demeniu (obecnie Łotwa), zm. 12 sierpnia 1949 w Warszawie) – gajowy, komendant „XVI” Okręgu NZW, skazany na śmierć przez władze stalinowskie Polski Ludowej.

## Życiorys

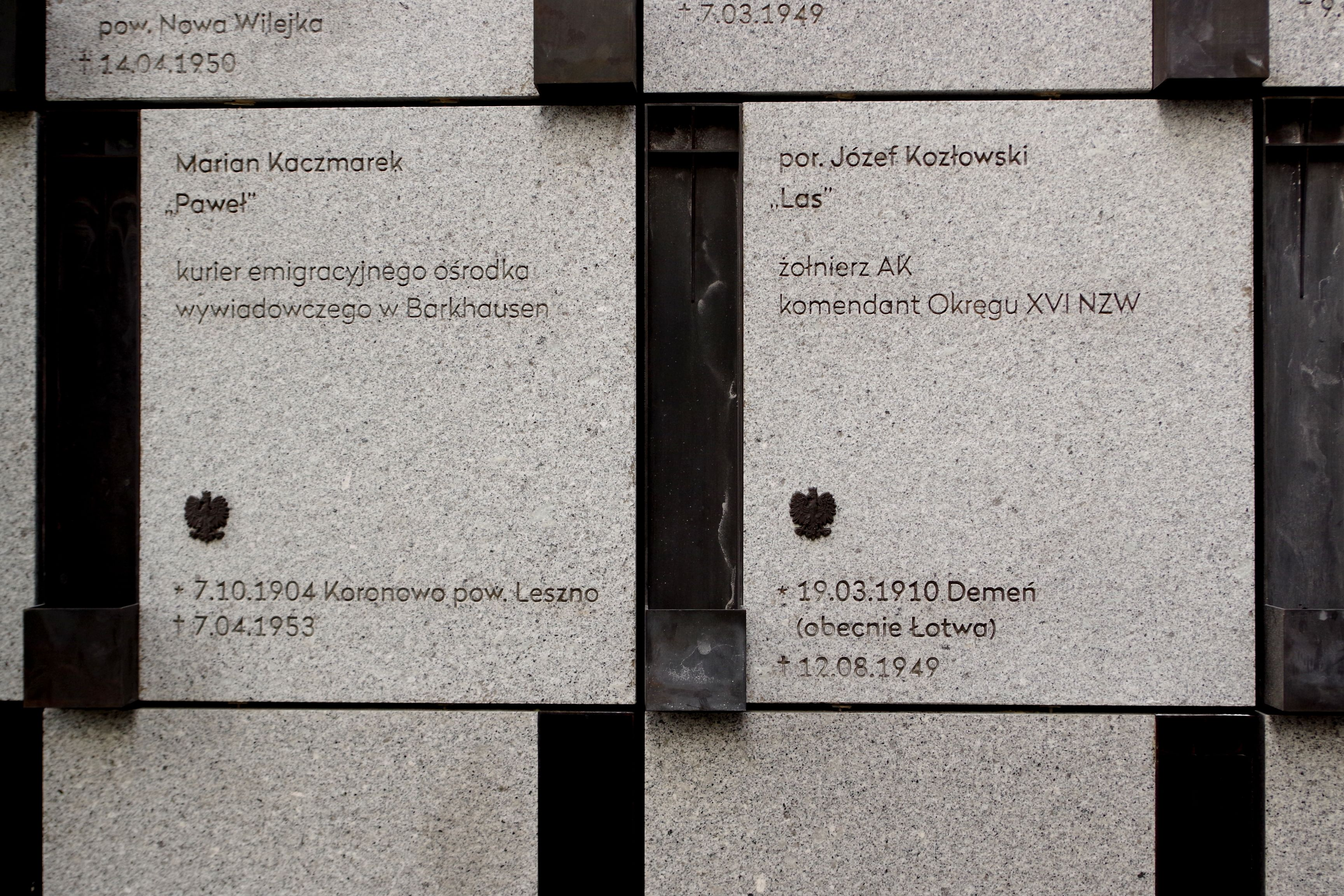
Groby Mariana Kaczmarka ps. „Paweł” i Józefa Kozłowskiego ps. Las w Panteonie – Mauzoleum Wyklętych-Niezłomnych na Cmentarzu Wojskowym na Powązkach w Warszawie.

Był synem Michała i Teodory z domu Jurkjan. Ukończył 7 klas szkoły powszechnej. W latach 1931–1932 służył w 5 pułku piechoty Legionów w Wilnie, uzyskał stopień podoficerski. Później pracował jako gajowy w Kotłowcu (gmina Kurzeniec). Po wejściu Armii Czerwonej na Wileńszczyznę ukrywał się (w latach 1939–1941, w rejonie Święcian) przed aresztowaniem i wywózką. Od 1940 roku uczestniczył w konspiracji niepodległościowej, prawdopodobnie później należał do AK. W końcu 1943 roku został zmobilizowany przez niemiecko-białoruskie władze administracyjne do białoruskiej formacji policyjnej pełniącej zadania ochronne przed partyzantką sowiecką (pododdział tej formacji – 50 ludzi, kwaterujący w Starej Wilejce określany był potocznie jako „Legion Polski”). Według innego źródła z rozkazu AK wstąpił do kompanii polskiej w tzw. Legionie Białoruskim. W lecie 1944 roku wraz z całą kompanią zdezerterował i w lipcu znalazł się w powiecie ostrołęckim. Wraz z grupą kolegów zlikwidował Ziedlera, oficera niemieckiego dowodzącego wspomnianym Legionem. W październiku tego roku dołączył do 5 pułku ułanów AK dowodzonego przez ppor. Kazimierza Stefanowicza „Asa” obozującego w okolicach miejscowości Wach. Józef Kozłowski, na czele swych kresowych podkomendnych uczestniczył w walkach z Niemcami podczas akcji „Burza” w rejonie miejscowości Jazgarka, Karaska i Charciabałda.
Po zdemobilizowaniu oddziału ukrywał się w miejscowości Wydmusy. Kontynuował działalność niepodległościową w ramach Obwodu AK-AKO Ostrołęka, uczestnicząc w wielu akcjach z zakresu samoobrony przed komunistycznym aparatem represji. Wstąpił do Zrzeszenia Wolność i Niezawisłość.
Jesienią 1945 roku przeszedł wraz z podkomendnymi do NZW. Pełnił funkcję szefa lokalnych struktur PAS: początkowo powiatu „Orawa” (ostrołęckiego), później całego „XVI” Okręgu NZW (Mazowsze). Dowodził wieloma akcjami przeciw siłom komunistycznym (m.in. udanym atakiem na Komendę Powiatową MO w Makowie Mazowieckim w lutym 1946 roku). Jego oddziały staczały potyczki z jednostkami ludowego Wojska Polskiego i NKWD, wykonywały wyroki na konfidentach UB. Po ujawnieniu się dowódcy Okręgu Warszawskiego NZW Zbigniewa Kuleszy „Młota” w kwietniu 1947 roku (został skazany na dożywocie) w dniu 20 maja 1947 roku został wybrany przez grupę podoficerów na stanowisko komendanta okręgu. 8 maja 1948 roku został awansowany do stopnia podporucznika. Przyjął wówczas nowy pseudonim – „Vis”. Rozwinął działalność i zreorganizował strukturę terenową „XVI” Okręgu NZW kryptonim „Orzeł”, powołując siedem komend powiatowych, których sztaby działały jako ruchome grupy partyzanckie. Uruchomił akcję informacyjno-propagandową, zwalczał przestępczość pospolitą.
W wyniku donosu agenta UB pseud. „Zadrożny” 25 czerwca 1948 roku KBW i UB udało się ustalić główną siedzibę Komendy Okręgu „Orzeł”, która znajdowała się w lesie Kraski na terenie wsi Gleba. Bunkry sztabu Okręgu zostały otoczone. W akcji przeciwko kilkunastoosobowej grupie partyzantów brało udział ponad 50 plutonów 1 i 2 Brygady KBW, czyli ponad 1500 żołnierzy, 4 samoloty i artyleria. Po całodziennej walce i nieudanej próbie przebicia się, obrona partyzancka została przełamana (czterech poległo, dziewięciu – w tym 2 rannych – oraz dwie kobiety i dziecko wpadło w ręce komunistów). Ranny Józef Kozłowski został przewieziony do Warszawy, gdzie przeszedł ciężkie śledztwo.
Józef Kozłowski został 29 kwietnia 1949 roku skazany przez Wojskowy Sąd Rejonowy w Warszawie na sesji wyjazdowej w Ostrołęce pod przewodnictwem mjr. Mieczysława Widaja na karę śmierci. Bolesław Bierut nie skorzystał z prawa łaski. Józef Kozłowski został zabity 12 sierpnia 1949 roku w więzieniu mokotowskim w Warszawie. Wraz z nim zginęli jego najbliżsi współpracownicy: ppor. Czesław Kania „Nałęcz” (szef pionów wywiadu i propagandy), sierżant Bolesław Szyszko „Klon” (szef sztabu) i st. sierżant Piotr Macuk „Sęp” (zastępca Kozłowskiego).
Po rozbiciu komendy „Lasa” na komendanta „XVI” Okręgu NZW, wybrano Witolda Boruckiego „Babinicza” (zginął 19 sierpnia 1949 roku).
1 marca 2015 roku Instytut Pamięci Narodowej potwierdził, że wśród szczątków wydobytych w kwaterze „Ł” na warszawskich Powązkach Wojskowych zidentyfikowano szczątki Józefa Kozłowskiego.
Jego postać została przedstawiona w filmie „Historia Roja, czyli w ziemi lepiej słychać”. 
W Ostrołęce jest ulica imienia kpt. Józefa Kozłowskiego „Lasa".